# Крвава застава
Крвава застава (блутфане) је била нацистичка застава са кукастим крстом која је коришћена у неуспелом нацистичком Пивничком пучу у Минхену, 9. новембра, 1923. Представљала је један од најпоштованијих објеката немачке Нацистичке партије. Ради се о застави 5. СА одреда, умазаној крвљу чланова Нацистичке партије који су упуцани од стране минхенске полиције (првенствено партијски члан Андреас Бауридл који је пао преко заставе кад је упуцан и погинуо).
Постоје две верзије приче која говори о томе шта се догодило са заставом након пуча. По једној верзији је Хајнрих Трамбауер (који је носио заставу) однео заставу код пријатеља и оставио ју је сакривену у својој јакни. Траумбауер је касније дао заставу Карлу Егерсу, који ју је чувао. По другој верзији су заставу конфисковале минхенске власти и касније вратиле нацистима, прецизније Егерсу.
Која год од ове верзије да је тачна, након што је Адолф Хитлер пуштен из затвора Ландзберг (након што је одслужио једну од пет година казне због учешћа у пучу, Егерс му је предао заставу, која је затим постављена на нови јарбол са именима тројице погинулих учесника пуча (Бауридл је један од њих).
Застава је третирана као светиња Нацистичке партије, и на разним свечаностима ју је носио СС штурмбанфирер (еквивалент мајора), Јакоб Гримингер. Посебно је познато било коришћење ове заставе од стране Адолфа Хитлера, који би на годишњим партијским митинзима у Нирнбергу овом заставом додиривао остале нацистичке заставе, на тај начин их посвећујући.
Када није била у употреби, Крваву заставу је у седишту Нацистичке партије (Браон кућа) у Минхену чувала почасна стража СС. Застава је била мало поцепана на једном месту, и ова рупа није поправљена годинама. Веровало се да је до тог цепања дошло током пуча.
Крвава застава је последњи пут виђена у јавности на поздравној свечаности Фолксштурма 18. октобра 1944 (не на сахрани гаулајтера Адолфа Вагнера шест месеци раније, као што се често наводи). Ову свечаност је водио Химлер, а присуствовали су Кајтел, Гудеријан, Ламерс, Борман, Филер, Шепман и Краус.
Након задњег приказивања у јавности више није виђена, тако да се не зна шта се догодило са њом.